# Bi Sheng
Bi Sheng (ur. ok. 990, zm. 1051) – Chińczyk, który w latach 1041–1048 wynalazł ruchomą czcionkę. Wydarzenie opisał uczony Shen Kuo (沈括) w Notatkach znad Strumienia Snów (夢溪筆談 Mengxi Bitan) w 1086 roku. Bi Sheng nie miał rangi urzędowej, a więc był prostym człowiekiem. Według jednych źródeł kupcem, według innych – kowalem.
Wynalazek Bi Shenga nie wywołał w Chinach takiej rewolucji, jak ruchoma czcionka w Europie ze względu na stopień komplikacji chińskiego pisma. Dwa wieki później wynalazek Bi Shenga ulepszył Wang Zhen produkując drewniane ruchome czcionki.
Jesienią 1990 r. w prowincji Hubei odkryto grobowiec Bi Shenga.

## O Bi Shengu wNotatkach znad Strumienia Snów
W erze gingli Bi Sheng, człowiek bez rangi urzędowej, zrobił ruchomą czcionkę. Jego metoda wyglądała jak następuje: wziął miękką glinę i wyciął w niej znaki (…) tak cienkie jak krawędź monety. Każdy znak stanowił osobną czcionkę. Wypalił je w ogniu, żeby stały się twarde. Uprzednio przygotował żelazną płytę, którą pokrył mieszaniną sosnowej żywicy, wosku i popiołu z papierem. Kiedy chciał drukować, wziął żelazną ramę i umieścił ją na płycie. Na tym ułożył ciasno czcionki. Gdy rama była pełna, całość tworzyła jedną solidną matrycę (…) Dla każdego znaku było kilka czcionek, a dla niektórych najczęściej używanych 20 lub więcej. Trzeba było bowiem być przygotowanym na to, że jeden znak występował wiele razy na tej samej stronie. Gdy znaki nie były używane, opatrywał je papierowymi etykietami i trzymał w drewnianych pudełkach. Jeśli pojawił się rzadki znak, którego wcześniej nie przygotowano, był na poczekaniu wykonywany i wypalany. Szybko wszystko było gotowe (…) Gdy Bi Sheng umarł, zbiór jego czcionek przeszedł na własność moich bratanków i od tego czasu jest przechowywany jako najcenniejsze dobro.